# Earl of Hardwicke

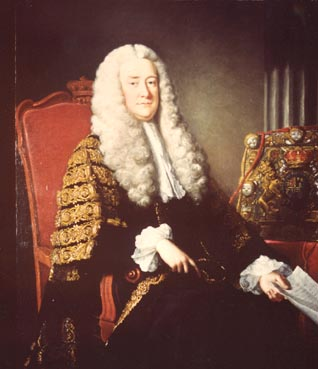
Philip Yorke, 1. Earl of Hardwicke

Wappen der Earls of Hardwicke

Earl of Hardwicke ist ein erblicher britischer Adelstitel in der Peerage of Great Britain.

## Verleihung und nachgeordnete Titel
Am 2. April 1754 wurde der Titel für den Lordkanzler Philip Yorke, 1. Baron Hardwicke geschaffen. Zusammen mit dem Earldom wurde ihm der nachgeordnete Titel Viscount Royston verliehen. Bereits am 23. November 1733 war ihm der Titel Baron Hardwicke, of Hardwicke in the County of Gloucester verliehen worden.
Heutiger Titelinhaber ist sein Nachfahre Joseph Yorke als 10. Earl.

## Liste der Earls of Hardwicke (1754)
- Philip Yorke, 1. Earl of Hardwicke (1690–1764)
- Philip Yorke, 2. Earl of Hardwicke (1720–1790)
- Philip Yorke, 3. Earl of Hardwicke (1757–1834)
- Charles Yorke, 4. Earl of Hardwicke (1799–1873)
- Charles Yorke, 5. Earl of Hardwicke (1836–1897)
- Albert Yorke, 6. Earl of Hardwicke (1867–1904)
- John Yorke, 7. Earl of Hardwicke (1840–1909)
- Charles Yorke, 8. Earl of Hardwicke (1869–1936)
- Philip Yorke, 9. Earl of Hardwicke (1906–1974)
- Joseph Yorke, 10. Earl of Hardwicke (* 1971)

Titelerbe (Heir apparent) ist der Sohn des aktuellen Titelinhabers, Philip Yorke, Viscount Royston (* 2009).